# David Zinman
David Zinman (New York, 9 luglio 1936) è un direttore d'orchestra e violinista statunitense.

## Biografia
Dopo i primi studi di violino al Conservatorio di Oberlin, Zinman studiò teoria e composizione all'Università del Minnesota, guadagnandosi la M.A. nel 1963 e iniziò a dirigere a Tanglewood. Lavorò poi nel Maine con Pierre Monteux dal 1958 al 1962, prestando servizio come assistente dal 1961 al 1964.
Zinman ricoprì la carica di tweede dirigent (secondo direttore d'orchestra) dell'Orchestra da Camera dei Paesi Bassi dal 1965 al 1977. È stato direttore principale dell'Orchestra filarmonica di Rotterdam dal 1979 al 1982.
Negli Stati Uniti Zinman è stato direttore musicale dell'Orchestra Filarmonica di Rochester dal 1974 al 1985. Con l'Orchestra Sinfonica di Baltimora è stato direttore ospite principale per due anni prima di diventare direttore musicale dell'orchestra nel 1985. Durante il suo incarico a Baltimora iniziò ad implementare idee dal movimento di esecuzioni storicamente informate nelle sue interpretazioni delle sinfonie di Beethoven. Alla fine del suo mandato a Baltimora nel 1998 Zinman fu nominato direttore d'orchestra laureato. Tuttavia, in segno di protesta per quella che considerava una programmazione eccessivamente conservatrice dell'orchestra di Baltimora negli anni successivi alla sua partenza, rinunciò a quel titolo nel 2001. Nel 1998 Zinman è stato il direttore musicale dell'Ojai Music Festival insieme alla pianista Mitsuko Uchida. Nel 1998 è stato nominato direttore musicale dell'Aspen Music Festival and School, dove fondò e diresse la sua American Academy of Conducting fino alle sue improvvise dimissioni nell'aprile 2010.
Zinman diventò direttore musicale dell'Orchestra della Tonhalle di Zurigo nel 1995. La sua programmazione innovativa con quella orchestra comprende una serie di concerti a tarda notte, "Tonhalle Late", che combinano musica classica e un ambiente da discoteca. Le sue registrazioni per Arte Nova delle sinfonie complete di Beethoven si sono basate sulla nuova edizione critica di Jonathan Del Mar e furono acclamate dalla critica. In seguito registrò le ouverture e i concerti di Beethoven con la Tonhalle. Ha diretto la Tonhalle Orchester nella sua prima apparizione ai The Proms nel 2003. Nel 2009 diresse la Tonhalle nella colonna sonora del film 180° - If your world is suddenly upside down. Concluse la sua direzione musicale della Tonhalle il 21 luglio 2014 con un concerto ai The Proms.

## Altre attività
Zinman ha anche diretto la colonna sonora della versione cinematografica del 1993 della produzione del New York City Ballet de Lo schiaccianoci di Čajkovskij. La sua registrazione nel 1992 della Sinfonia n. 3 di Henryk Górecki con Dawn Upshaw e la London Sinfonietta fu un bestseller internazionale. Nel gennaio 2006 ha ricevuto il Theodore Thomas Award presentato dall'Associazione dei direttori.
Zinman e sua moglie risiedono nel New Jersey, negli Stati Uniti.

## Discografia scelta
- Edward Elgar - Enigma Variations/Cockaigne Overture, Orchestra Sinfonica di Baltimora, Telarc, 1989